# Henryk Bobula
Henryk Adam Bobula (ur. 4 marca 1920 w Omsku, Rosja, zm. 4 maja 1998 w Krakowie), polski piłkarz, napastnik. Długoletni piłkarz Cracovii.

## Kariera
W latach 1940–1952 był piłkarzem Cracovii. W 1948 wywalczył tytuł mistrza Polski. W barwach Cracovii rozegrał 98 spotkań w nieligowych Mistrzostwach Polski i ekstraklasie. W pierwszej lidze strzelił 20 bramek. W reprezentacji Polski debiutował 4 kwietnia 1948 w meczu z Bułgarią, ostatni raz zagrał w tym samym roku. Łącznie w biało-czerwonych barwach rozegrał 5 spotkań. Pracował jako trener, prowadził zespoły w niższych klasach rozgrywkowych.